# سوگپلسه

سوگپلسه شهری در شهرستان پوا در استان بولکیمده در بورکینافاسوی غربی مرکزی است جمعیت آن ۱۵۹۷۷ نفر است.